# Mawaan Rizwan
Mawaan Rizwan (Lahore, 18 agosto 1992) è un attore, comico e sceneggiatore pakistano naturalizzato britannico.

## Biografia
Nato nel Punjab nel 1992, Mawaan Rizwan emigrò con la famiglia a Londra nel 1994.
Ha cominciato a creare video su YouTube a sedici anni e nel 2010 ha iniziato a lavorare come comico e monologhista, facendosi apprezzare per una comicità fisica con influenze clownesche, appresa all'École Philippe Gaulier. Nel 2013 ha recitato nella serie DNN: Definitely Not Newsround, mentre nel 2015 è tornato in Pakistan per girare il documentario How Gay Is Pakistan?, sulla relazione tra omosessualità e Islam e sui diritti LGBT nel Paese.
Nel 2018 e 2019 ha ricevuto il plauso della critica per le sue esibizioni all'Edinburgh Fringe, mentre nel 2020 e 2021 ha lavorato come sceneggiatore per Sex Education. Sempre nel 2020 è stato inserito da Forbes nelle lista "30 under 30" ed interpreta il coprotagonista Nicky nella miniserie Two Weeks to Live. Nel 2023 ha scritto e interpretato la serie Juice per la BBC Three, basata su un suo monologo teatrale, e per la sua interpretazione nel ruolo del protagonista Jamma ha vinto il BAFTA per la miglior interpretazione comica maschile nel 2024.
È dichiaratamente gay.

## Filmografia parziale

### Attore

#### Cinema
- Benjamin, regia di Simon Amstell (2018)

#### Televisione
- Vera - serie TV, episodio 7x1 (2018)
- Two Weeks to Live - serie TV, 6 episodi (2020)
- Juice - serie TV, 6 episodi (2023)

### Sceneggiatore
- Sex Education - serie TV, episodi 2x2 e 3x5 (2020-2021)
- Juice - serie TV, 6 episodi (2023)

## Riconoscimenti
- British Academy Television Award
  - 2024 - Miglior interpretazione comica maschile per Juice[8]

## Doppiatori italiani
- Alessio Nissolino in Two Weeks to Live By